# Прокоповичи (Полтавская область)
Прокоповичи (укр. Прокоповичі) — село,
Черевковский сельский совет,
Миргородский район,
Полтавская область,
Украина.
Код КОАТУУ — 5323288604. Население по переписи 2001 года составляло 3 человека.

## Географическое положение
Село Прокоповичи находится на правом берегу реки Хорол,
выше по течению на расстоянии в 0,5 км расположено село Сажка,
ниже по течению на расстоянии в 1 км расположено село Скиданки,
на противоположном берегу — село Черевки.
Село окружено лесным массивом урочище Марковское (дуб).